# Imigracja a przestępczość
Treść tego artykułu od 2021-07 może nie być zgodna z zasadami neutralnego punktu widzenia.
Dokładniejsze informacje o tym, co należy poprawić, być może znajdują się w dyskusji tego artykułu.
 Po wyeliminowaniu niedoskonałości należy usunąć szablon {{Dopracować}} z tego artykułu.
Związek imigracji z przestępczością jest obszarem aktywnych badań naukowych oraz sporów politycznych. Literatura naukowa dotycząca tego tematu wskazuje na globalne zróżnicowanie związku pomiędzy tymi dwiema zmiennymi. Przykładowo, imigracja do USA nie ma wpływu na poziom przestępczości w tym kraju, lub go obniża. Podobne wyniki obserwuje się w wielu regionach Europy i świata. Nadreprezentacja imigrantów mająca miejsce w systemach karnych niektórych krajów może być związana z czynnikami socjoekonomicznymi, sankcjami karnymi dotyczącymi złamania prawa migracyjnego oraz dyskryminacji na tle rasowym i etnicznym. Badania sugerują, że opinia publiczna wykazuje tendencję do wyolbrzymiania związku pomiędzy imigracją a przestępczością.
Przestępczość wśród imigrantów jest także popularnym motywem kulturowym. Carlos E. Cortés i inni badacze zwracają uwagę, że takie dzieła jak np. Ojciec chrzestny, z jednej strony mogą utrwalać negatywne stereotypy dotyczące mniejszości społecznych, ale mogą również oswajać te grupy i uwidaczniać ich trudne położenie, poziom spotykanej dyskryminacji oraz uniwersalną naturę ich motywacji.

## Imigracja na świecie
Znaczna część badań empirycznych nad związkiem pomiędzy imigracją a przestępczością jest ograniczana przez niewiarygodne instrumenty determinowania związku przyczynowego. Według Briana Bella z Uniwersytetu Oksfordzkiego „choć powstało wiele artykułów dokumentujących różne korelacje pomiędzy imigrantami a przestępczością dla różnych krajów i okresów czasu, większość z nich nie podchodzi poważnie do problemu przyczynowości”. Problem przyczynowości często ma związek z faktem zasiedlania przez imigrantów terenów o określonej specyfice. Oznacza to, że imigranci wykazują tendencję do zamieszkiwania terenów biedniejszych, cechujących się wyższą przestępczością (ponieważ często nie dysponują środkami pozwalającymi na zamieszkanie droższych terenów) oraz okolic w których występuje dysproporcjonalna koncentracja rezydentów o tym samym pochodzeniu etnicznym.
Literatura naukowa na temat związku imigracji z przestępczością dostarcza zróżnicowanych globalnie wyników. W roku 2014 większość badań naukowych wskazywała na brak związku pomiędzy imigracją a przestępczością w USA lub zależność negatywną. W Europie związek ten był bardziej skomplikowany przestrzennie w stosunku do przestępstw dotyczących mienia, natomiast w stosunku do przestępstw z udziałem przemocy nie stwierdzono żadnego związku. Niektórzy autorzy wskazują także na korzystny wpływ legalizacji prawnego statusu imigrantów na redukcję poziomu przestępczości. Choć według komentarza Fasaniego różnice pomiędzy legalną i nielegalną imigracją nie zostały wystarczająco zbadane, dostępne badania przeprowadzone we Włoszech i USA wskazują na istnienie istotnych różnic w związku pomiędzy imigracją a przestępczością pomiędzy imigrantami o zalegalizowanym statusie a nielegalnymi. Najprawdopodobniej ma to związek z pełniejszym dostępem do rynku pracy imigrantów o uregulowanym statusie prawnym. Z drugiej strony skutkiem reformy imigracyjnej Immigration Reform and Control Act of 1986 przeprowadzonej w USA był wzrost poziomu przestępczości wśród dotychczas niezarejestrowanych imigrantów.
Istniejące badania sugerują, że możliwości dostarczane przez rynek pracy mają istotny wpływ na poziom przestępczości wśród imigrantów. Młodzi, słabo wykształceni imigranci płci męskiej cechują się najwyższym prawdopodobieństwem osadzenia w więzieniu ze wszystkich grup społecznych imigrantów. Według naukowców osiedlane się imigrantów w okolicach o istniejącej wysokiej przestępczości, ze względu na ekspozycję na społeczne interakcje z przestępcami, ma wpływ na wyższą skłonność do łamania prawa w późniejszym życiu.
Niektóre czynniki mogą mieć wpływ na wiarygodność danych statystycznych dotyczących liczby podejrzanych i osadzonych oraz poziomu przestępczości:
- Praktyki policji, takie jak profilowanie rasowe[27], wzmożona aktywność na terenach zamieszkanych przez liczne populacje imigrantów oraz uprzedzenia rasowe i etniczne mogą prowadzić do dysproporcjonalnie wysokiej liczby imigrantów wśród podejrzanych[11][12][13][28][29][30][31][32][33].
- Dyskryminacja na poziomie wymiaru sprawiedliwości może prowadzić do wyższej liczby wyroków skazujących[11][13][28][34][35][36][37][38][39][40][41][42].
- Na niekorzystne dla imigrantów kaucje oraz wyroki skazujące mogą mieć wpływ ich brak miejsca zamieszkania, stałego zatrudnienia i rodziny zdolnej do ich zakwaterowania oraz relatywna łatwość ucieczki, co może tłumaczyć ich nieproporcjonalnie duży udział w liczbie osadzonych, w porównaniu do populacji obywateli danego kraju[43][44].
- Obywatele mogą wykazywać większą tendencję do zgłaszania przestępstw, jeśli wierzą, że ich sprawcą był imigrant[45].
- Naruszenia prawa imigracyjnego, będące najczęstszym typem wykroczeń popełnianych przez imigrantów, powinny być wzięte pod uwagę przed porównaniem udziału imigrantów i rdzennych obywateli w ogólnej liczbie przestępstw[13][25][46][47].
- Obcokrajowcy osadzeni w więzieniach za przestępstwa narkotykowe w rzeczywistości mogą mieszkać w innych krajach, niż te w których zostali aresztowani i odbywają wyroki[25].
- Gwałty dokonane przez osoby obce są znacznie częściej zgłaszane na policję, niż gwałty dokonane przez znajomych[48].

Związek pomiędzy terroryzmem a imigracją nie jest tematem opisanym naukowo w wystarczającym stopniu. Badanie przeprowadzone w roku 2006 sugeruje, że większy rozmiar emigracji ma związek z niższym poziomem terroryzmu w kraju gospodarzy, ale obecność imigrantów z krajów wykazujących duże skłonności terrorystyczne, zwiększa ryzyko działań terrorystycznych w danym kraju. Autorzy badania zaznaczają, że „tylko mniejszość imigrantów z krajów cechujących się poważnym problemem terroryzmu może być powiązana z nasileniem działań terrorystycznych, i to niekoniecznie w sposób bezpośredni”.

## Azja

### Japonia
Przegląd literatury naukowej na temat imigracji i przestępczości w Japonii wykazał, że „postępowanie karne i orzecznictwo skazujące w Japonii zdaje się prowadzić do pewnych rozbieżności pod względem narodowości, ale dostępne dane są zbyt ograniczone, aby wyciągać pewne wnioski na temat ich natury lub rozmiaru”. Według materiału telewizyjnego z 1997 roku, znaczna część przestępstw w Japonii jest wynikiem działalności obywateli chińskich w Japonii, a niektóre intensywnie omawiane w mediach przestępstwa popełnione przez chińskie grupy zorganizowane (często z pomocą japońskich grup przestępczości zorganizowanej) przyczyniły się do negatywnego publicznego odbioru imigrantów.

## Europa
Badanie przeprowadzone w 2015 roku wykazało, że napływ imigrantów do Europy w latach 2000. „nie miał wpływu na prześladowanie ludności będące efektem przestępczości, ale miał związek ze wzrostem strachu przed przestępstwami, co jest w konsekwencji pozytywnie skorelowane z niekorzystnym nastawieniem rdzennych mieszkańców do imigrantów”. W przeglądzie literatury ekonomicznej na temat imigracji i przestępczości przeprowadzonej w roku 2014 stwierdzono: „wyniki w Europie są zróżnicowane dla przestępstw dotyczących mienia, ale nie wykazano związku z brutalnymi przestępstwami”.

### Dania
Raport Danmarks Statistik opublikowany w grudniu 2015 roku wskazuje, że 83% przestępstw na terenie Danii było popełnionych przez osoby o pochodzeniu duńskim (88,4% populacji kraju); 3% przez osoby o pochodzeniu zachodnioeuropejskim; a 14% przez jednostki o innym pochodzeniu niż zachodnioeuropejskie.
Najwyższy wskaźnik przestępczości, tj. 257 – o 150% więcej niż średnia dla Danii, wykazują imigranci libańscy płci męskiej oraz ich potomkowie (znaczna część z nich jest pochodzenia palestyńskiego). Indeks jest standaryzowany pod względem wieku i statusu socjoekonomicznego. Mężczyźni pochodzenia jugosłowiańskiego oraz tureckiego, pakistańskiego, somalijskiego i marokańskiego są powiązani z wysokimi wskaźnikami przestępczości, w zakresie od 187 do 205, co wynosi około dwukrotność średniej krajowej. Najniższy wskaźnik przestępczości zanotowano u imigrantów pochodzących z USA i ich potomków. Jego wartość 32 jest znacznie poniżej średniej dla mężczyzn w Danii. Także w stosunku do imigrantów z Chin zanotowano bardzo niski wskaźnik przestępczości, wynoszący 38.
Badanie z 2014 dotyczące losowego rozproszenia uchodźców w latach 1986–1998 skoncentrowane na nieletnich imigrantach, którzy przeszli losowe przypisanie przed 15-tym rokiem życia, sugeruje, że ekspozycja na przestępczość w sąsiedztwie zwiększa jednostkową skłonność do łamania prawa. Udział skazanych przestępców zamieszkujących w sąsiedztwie ma wpływ na zaistnienie w późniejszym życiu dzieci sankcji karnych w stosunku do mężczyzn, ale nie kobiet. Autorzy „zauważyli, że wzrost o jedno odchylenie standardowe w udziale młodych przestępców zamieszkujących przypisane sąsiedztwo, który popełnili przestępstwo w roku przypisania, zwiększa prawdopodobieństwo skazania w późniejszym życiu przypisanych do sąsiedztwa azylantów płci męskiej (w wieku 15-21 lat) o 5 do 9 procent”.

### Finlandia
Badanie z 2015 roku wykazało, że młodzi imigranci wykazywali wyższy wskaźnik incydentów w stosunku do 14 z 17 rodzajów przestępstw. Wykazano niewielką różnicę w przypadku wandalizmu i kradzieży oraz brak istotnych różnic w zakresie kradzieży ze sklepów, prześladowania oraz używania środków odurzających. Według autorów „słaba rodzicielska kontrola społeczna oraz ryzykowne przyzwyczajenia, takie jak np. późne powroty do domu, zdają się częściowo tłumaczyć wyższą przestępczość wśród młodych” oraz „znaczenie czynników socjoekonomicznych było niewielkie”.
Według amerykańskiego Biura Bezpieczeństwa Dyplomatycznego dwie najliczniejsze grupy obcokrajowców wśród osadzonych w fińskich więzieniach stanowili Estończycy oraz Rumuni. Statystyki fińskiego Ministerstwa Spraw Wewnętrznych z 2013 roku wskazują, że 24% gwałtów w Finlandii było popełnianych przez osoby noszące zagraniczne nazwiska. W roku 2014 odsetek osób posługujących się obcym językiem oraz osób urodzonych poza granicami Finlandii wynosił około 6% populacji Finlandii, co oznacza, że minimum 6% osób zamieszkujących Finlandię nosiło zagraniczne nazwiska. Dane te wzbudziły w fińskich mediach dyskusję na temat wyolbrzymiania problemu w celu osiągnięcia celów politycznych. Hannu Niemi z fińskiego Ministerstwa Sprawiedliwości zaznaczył, że liczba gwałtów popełnianych przez imigrantów wynosiła 1–2 na 1000 osób. Finlandia jest jednym z krajów w których ma miejsce największy odsetek incydentów przemocy wobec kobiet w UE, a wiele z nich nie jest zgłaszanych na policję. Według danych z roku 2000 ofiary zgłaszające gwałt na policję uważały, że sprawcą był obcokrajowiec w 17% przypadków, podczas gdy obcokrajowcy stanowili w sumie 1,65% populacji Finlandii.

### Francja
Badanie przeprowadzone w roku 2009 wykazało, że biorąc pod uwagę sytuację ekonomiczną imigrantów, ich udział w populacji Francji nie ma wpływu na wskaźniki popełnianych przestępstw. Równocześnie zauważono, że bezrobotni imigranci wykazują tendencje do popełniania większej liczby przestępstw, niż bezrobotni Francuzi. Badanie przeprowadzone przez socjologa Farhada Khosrokhavara wykazało, że muzułmanie, głównie pochodzący z Afryki Północnej, stają się najliczniejszą grupą osadzonych we francuskich więzieniach. Jego badanie zostało jednak skrytykowane za branie pod uwagę tylko 160 więźniów z 4 więzień, umiejscowionych w pobliżu północnego Paryża, gdzie mieszka większość imigrantów. Opublikowane w sieci w październiku 2013 roku badanie Sophie-Body Gendrot wskazuje, że cudzoziemcy są grupą nadreprezentowaną we francuskich aresztach i więzieniach (różną w zależności od ich statusu i rodzaju popełnionego przestępstwa). Jednak duża część z nich to osoby niestanowiące zagrożenia dla społeczeństwa (znalazły się tam w związku ze złamaniem prawa imigracyjnego). Nadreprezentacja może wynikać również z braku stałego miejsca zamieszkania i potencjalnych trudności, jakie wiążą się z wzywaniem ich do sądu. Badania w tej kwestii są skąpe. Nie jest jasne, co stanowi przyczynę różnic w częstotliwości popełniania przestępstw pomiędzy cudzoziemcami a resztą populacji. Do podobnych wniosków doszedł Pierre Tournier we wcześniejszych badaniach.

### Grecja
Nielegalna imigracja do Grecji w ostatnich kilku latach uległa szybkiemu nasileniu. Polityka imigracyjna Hiszpanii i Włoch oraz umowy z północnoafrykańskimi krajami w dziedzinie zwalczania nielegalnej imigracji spowodowały zmianę kierunku afrykańskiej imigracji do Grecji. W tym samym czasie zaobserwowano również nasilenie imigracji do Grecji z Azji oraz Bliskiego Wschodu – głównie Pakistanu, Afganistanu, Iraku i Bangladeszu. Do roku 2012 oszacowano, że do Grecji przybyło ponad 1 milion nielegalnych imigrantów. Dane wskazują, że obecnie niemal cała nielegalna imigracja do Unii Europejskiej odbywa się przez nieszczelne greckie granice. W roku 2010 90% aresztowań za nieautoryzowane wkroczenie na teren Unii Europejskiej miało miejsce w Grecji, w porównaniu do 75% w roku 2009 oraz 50 procent w roku 2008.
W roku 2010 132524 osoby zostały aresztowane za „nielegalne wejście lub pobyt” w Grecji – gwałtowny wzrost z 95239 osób w 2006 roku. Niemal połowa aresztowanych została natychmiast deportowana (52469 osób), z czego większość stanowili obywatele Albanii. Oficjalne statystyki mówią, że imigranci są odpowiedzialni za około połowę działalności przestępczej na terenie Grecji.

### Hiszpania
Wyniki badania z 2008 roku wskazują, że wskaźniki przestępczości imigrantów są istotnie wyższe niż rodowitych Hiszpanów. Według naukowców „przybycie imigrantów spowodowało brak postępów w redukcji przestępstw przeciwko mieniu oraz niewielki wzrost przestępstw przeciwko bezpieczeństwu zbiorowemu (np. sprzedaż narkotyków). W przypadku obywateli, ich udział we wzroście wskaźników przestępczości jest głównie skoncentrowany na przestępstwach przeciw osobom”. Po uwzględnieniu w obliczeniach roli czynników socjoekonomicznych oraz demograficznych różnica w skłonności do zachowań przestępczych pomiędzy imigrantami a rodowitymi obywatelami się zmniejsza, ale nie zanika kompletnie. Zaobserwowano także, że „większy odsetek imigrantów z Ameryki, krajów europejskich nienależących do UE oraz Afryki wykazuje tendencję do zwiększania różnicy w przestępczości (pomiędzy imigrantami a obywatelami), a efekt jest większy dla imigrantów afrykańskich”. Wspomniane badanie dostarcza argumentów przemawiających za poglądem, że warunki rynku pracy mają wpływ na relację pomiędzy przestępczością a imigracją. W analizach statystycznych udało się zaobserwować również wpływ różnic kulturalnych. Badanie to zostało skrytykowane za brak stosowania silnych instrumentów określania przyczynowości: „instrumenty (opóźnione wartości zmiennych oraz miary udziału sektora usług w PKB w prowincji) nie są przekonujące w analizie endogeniczności wyboru rozlokowania imigrantów."
Hiszpański Narodowy Instytut Statystyki (INE) opublikował analizę rejestru skazanych w 2008 roku. Dane wskazują, że w statystykach przestępstw istniała nadreprezentacja imigrantów: 70% wszystkich przestępstw była popełniona przez Hiszpanów i 30% przez obcokrajowców, którzy stanowili 15% populacji.

### Holandia
Młodzież innego pochodzenia niż holenderskie, zwłaszcza pochodzący z Antyli lub Surinamu mieszkańcy Rotterdamu popełniają więcej przestępstw, niż wynosi wartość przeciętna dla Holandii. Ponad połowa holenderskiej młodzieży płci męskiej pochodzącej z Maroka w wieku 18-24 lat była notowana przez policję. Liczba notowanych rodowitych Holendrów wynosiła niemal jedną czwartą. Spośród urodzonych za granicą rezydentów Holandii w wieku 18-24 lat 18% było podmiotem dochodzenia śledczego policji.
Według raportu opracowanego na zlecenie holenderskiego Ministra Sprawiedliwości Ernsta Hirscha Ballina 63% z 447 nastolatków skazanych za poważne przestępstwa były dziećmi rodziców urodzonych poza granicami Holandii. We wszystkich przypadkach maksymalna kara za popełnione przestępstwo przekraczała 8 lat i zaliczały się tutaj: rozbój, wymuszenie, podpalenie, publiczne akty przemocy, napaści na tle seksualnym, nieumyślne spowodowanie śmierci i morderstwa. Etniczna struktura sprawców była zróżnicowana: rodowici Holendrzy - 37%, Marokańczycy - 14%, nieznane pochodzenie - 14%, „inne niezachodnie narodowości” - 9%, Turcy - 8%, Surinamczycy - 7%, Antylczycy - 7% oraz „inne zachodnie narodowości” - 4%. W większości przypadków sąd uznał, że popełnione czyny nie były wystarczająco poważne, aby zasądzić karę bezwarunkowego więzienia.
Analiza danych policyjnych z roku 2002 wykazała, że 37,5% wszystkich podejrzanych żyjących w Holandii jest obcego pochodzenia (wliczając dzieci imigrantów), co stanowi niemal dwukrotność udziału procentowego imigrantów w populacji Holandii. Największe wskaźniki przestępczości zostały zaobserwowane u imigrantów płci męskiej pierwszego lub drugiego pokolenia o innym niż zachodnie pochodzeniu. Wśród holenderskiej młodzieży płci męskiej w wieku 18-24 lat zostało aresztowanych przez policję 2,2% rodowitych Holendrów, 4,4% imigrantów oraz 6,4% dzieci imigrantów o pochodzeniu innym niż zachodnie.

### Irlandia
Według danych z 2010 roku obcokrajowcy reprezentują mniejszy odsetek osadzonych w irlandzkich więzieniach, niż wynikałoby to z ich procentowego udziału w populacji Irlandii.

### Niemcy
Pierwsze kompleksowe badanie społecznych efektów przyjęcia przez Niemcy miliona uchodźców wykazały, że spowodowało ono „bardzo mały wzrost przestępczości, w szczególności w odniesieniu do przestępstw narkotykowych oraz unikania opłat”.
Raport opublikowany przez niemiecki Bundeskriminalamt (BKA) w listopadzie 2015 roku mówił, że w okresie styczeń–wrzesień 2015 wskaźnik przestępczości wśród uchodźców był taki sam, jak wśród Niemców. Według Deutsche Welle raport „stwierdził, że większość przestępstw popełnionych przez uchodźców (67%) składało się z kradzieży, rabunku i oszustw. Przestępstwa seksualne stanowiły mniej niż 1% wszystkich przestępstw popełnionych przez uchodźców, a morderstwa stanowiły najmniejszy odsetek – 0,1%". Konserwatywna gazeta Die Welt w analizie raportu zaznaczyła, że najczęstszym wykroczeniem popełnianym przez uchodźców było niepłacenie opłat za publiczny transport. Według Deutsche Welle analizującej w lutym 2016 roku raport Biura Policji Kryminalnej, liczba przestępstw popełnionych przez uchodźców nie wzrosła, biorąc pod uwagę liczbę uchodźców w latach 2014–2015: „pomiędzy 2014 a 2015 rokiem liczba przestępstw popełnianych przez uchodźców wzrosła o 79%. W tym samym okresie liczba uchodźców w Niemczech wzrosła o 440%".
W maju 2016 serwis PolitiFact uznał oświadczenie prezydenta USA Donalda Trumpa, mówiące że „Niemcy są obecnie przeżarte przestępczością, przez migrację do Europy” jako w większości fałszywe. Witryna zauważyła, że niemiecki współczynnik przestępczości, zwłaszcza wskaźnik brutalnych przestępstw jest znacznie niższy niż w USA, a dane sugerują, że wskaźnik przestępczości przeciętnego uchodźcy jest niższy niż przeciętnego Niemca.
Badanie opublikowane w czasopiśmie akademickim European Economic Review wykazało, że niemiecka polityka imigracji ponad 3 milionów osób niemieckiego pochodzenia do Niemiec po upadku ZSRR doprowadziła do znacznego wzrostu przestępczości. Efekt był silniejszy w regionach o wysokim bezrobociu, wysokim poziomie przestępczości w przeszłości lub o dużym udziale obcokrajowców.
Deutsche Welle opublikowało w 2006 roku informację, że młodzi imigranci płci męskiej wykazują trzykrotnie większe prawdopodobieństwo popełnienia przestępstwa niż ich niemieccy rówieśnicy. Podczas gdy gastarbeiterzy w latach 50. i 60. ubiegłego wieku nie wykazywali podwyższonego poziomu wskaźnika przestępczości, to drugie i trzecie pokolenie imigrantów wykazywało istotnie wyższe wskaźniki przestępczości.
Szef niemieckiego Federalnego Urzędu Ochrony Konstytucji (BfV) Hans-Georg Massen stwierdził w 2016 roku, że wśród uchodźców przenikają do Unii Europejskiej potencjalni islamscy terroryści. Równocześnie uchodźcy stają się częstymi ofiarami agresji. W 2016 roku w Niemczech policja odnotowała 3533 ataki na uchodźców lub ich miejsca zamieszkania.
W styczniu 2018 roku ukazał się raport „O rozwoju przemocy w Niemczech” (Zur Entwicklung der Gewalt in Deutschland), przygotowany w Wyższej Szkole Nauk Stosowanych w Zurychu na zlecenie niemieckiego federalnego ministerstwa ds. rodziny, seniorów, kobiet i młodzieży. Wynika z niego, że w latach 2014-16 w Dolnej Saksonii, uznanej przez autorów badania za reprezentatywną dla całych Niemiec, nastąpił wzrost przestępczości za który uchodźcy odpowiadają aż w 92%. W tym czasie najbardziej wzrosła liczba popełnianych przez nich: gwałtów – 5-krotnie, ciężkich pobić – ponad 3,5-krotnie, a zabójstw i rozbojów – 2,5-krotnie. Jednocześnie większość przestępstw popełnianych przez imigrantów dotyka innych imigrantów, a nie rodzimych mieszkańców. Większość czynów kryminalnych popełniają imigranci z Afryki Północnej oraz młodzi mężczyźni w wieku 14-30 lat. Autorzy badań wskazują też, że na duży odsetek przestępców wśród imigrantów może mieć wpływ fakt, że częściej zgłaszane są przestępstwa popełniane przez imigrantów w stosunku do pozostałych.

### Norwegia
Raport opublikowany w 2011 roku przez Norweskie Biuro Statystyczne wykazał, że w statystykach kryminalnych istnieje nadreprezentacja imigrantów, ale występuje też znaczne zróżnicowanie w zależności od kraju pochodzenia. Zdaniem autorów raportu „nadreprezentacja zostaje znacznie zredukowana po dokonaniu korekcji ze względu na strukturę populacji - dla niektórych grup aż o 45%, ale istnieją także grupy, gdzie nadreprezentacja pozostaje wysoka”. Według danych z roku 2009 imigranci w pierwszym pokoleniu pochodzący z Afryki byli trzykrotnie częściej skazywani za przestępstwo niż rodowici Norwegowie (a raczej osoby niebędące imigrantami w pierwszym ani drugim pokoleniu). Dla Somalijczyków liczba skazanych była 4,4 razy większa niż dla Norwegów, a Irakijczyków i Pakistańczyków odpowiednio 3 i 2,6 raza większe. Imigranci w drugim pokoleniu pochodzący z Afryki lub Azji wykazywali większy współczynnik skazań za przestępstwa niż imigranci w pierwszym pokoleniu. Podczas gdy pierwsza generacja afrykańskich imigrantów cechowała się współczynnikiem skazań za przestępstwa wynoszącym 16,7 na 1000 osób powyżej 15 roku życia, to liczba ta dla imigrantów w drugim pokoleniu wynosiła 28. Dla imigrantów z Azji w pierwszym pokoleniu liczba ta wynosiła 9.3 na 1000 osób oraz w drugim pokoleniu 17,1.
W 2010 roku rzecznik Departamentu Policji w Oslo stwierdził, że każdy z przypadków gwałtów z napaścią w Oslo w latach 2007, 2008 oraz 2009 był popełniony przez imigranta o niezachodnim pochodzeniu. Ponieważ zaliczeni zostali tylko uchwyceni sprawcy, wykazano, że spośród 16 nierozwiązanych spraw ofiary gwałtów opisały sprawcę jako osobę o białym pochodzeniu etnicznym (niekoniecznie norweskim) tylko w 4 przypadkach. W 2011 roku policja w Oslo przedstawiła dane mówiące, że z 131 sprawców zostało skazanych za 152 gwałty, których sprawcy mogli być zidentyfikowani 45,8% było pochodzenia afrykańskiego, bliskowschodniego lub azjatyckiego, a 54,2% było pochodzenia norweskiego, innego europejskiego lub amerykańskiego. Wszystkie gwałty ze szczególnym okrucieństwem (5) były popełnione przez osoby z pierwszej grupy. W nierozwiązanych sprawach opis sprawcy dostarczony przez ofiarę wskazywał na czarnoskórego sprawcę w 8 przypadkach, sprawcę białego w 4 oraz o wyglądzie azjatyckim w 4 przypadkach.
W roku 2016 statystyki Norweskiego Biura Statystycznego wskazywały na spadek liczby zgłaszanych przestępstw w Norwegii w latach 2001-2014, podczas gdy w tym samym okresie obserwowano wzrost imigracji. Nastąpił niewielki wzrost w stosunku do przestępstw narkotykowych oraz spadek liczby kradzieży.

### Szwajcaria
W Szwajcarii 69,7% osadzonych w więzieniach nie posiada szwajcarskiego obywatelstwa, podczas gdy liczba rezydentów niebędących obywatelami stanowi 22,1% populacji Szwajcarii (dane z 2008 roku). Liczba aresztowań według statusu rezydencji zwykle nie jest publikowana. Liczba skazanych imigrantów po raz pierwszy przekroczyła liczbę skazanych Szwajcarów w roku 1997 (przy ówczesnej liczbie imigrantów stanowiącej 20,6% populacji kraju). Raport Federalnego Departamentu Sprawiedliwości i Policji wykazał, że w roku 1998 na 1000 dorosłych mieszkańców Szwajcarii aresztowanych zostało przeciętnie 2,3 obywateli Szwajcarii, 4,2 legalnie przebywających obcokrajowców oraz 32 uchodźców. 21% aresztowań dotyczyło jednostek bez statusu rezydenta kraju, tj. nielegalnych imigrantów lub „przestępców-turystów” nie zamieszkujących permanentnie Szwajcarii.
Badanie przeprowadzone w 2006 roku wykazało, że uchodźcy, którzy doświadczyli sytuacji konfliktu zbrojnego w dzieciństwie wykazywali znacznie większą tendencję do popełniania brutalnych przestępstw, niż ich szukający azylu rodacy, którzy go bezpośrednio nie doświadczyli. Osoby, które przeżyły konflikt wykazywały większą skłonność do wybierania rodaków na ofiary swoich przestępstw. Otworzenie rynku pracy dla uchodźców powoduje całkowite zaniknięcie efektu ekspozycji na konflikt na skłonność do przestępczości.
W 2010 została opublikowana analiza statystyczna przestępczości ze względu na narodowość (dane z 2009 roku). W celu uniknięcia spaczenia ze względu na strukturę demograficzną, objęto analizą tylko mężczyzn w wieku od 18 do 34 lat. Badanie wykazało, że przestępczość jest silnie skorelowana z krajem pochodzenia różnych grup imigrantów. Imigranci z Niemiec, Francji oraz Austrii cechowali się znacznie niższym wskaźnikiem przestępczości, niż obywatele Szwajcarii (60% i 80% średniej dla Szwajcarii), podczas gdy imigranci z Angoli, Nigerii oraz Algierii cechowali się wskaźnikami przestępczości powyżej 600% wartości przeciętnej dla całego społeczeństwa. Pomiędzy tymi wartościami skrajnymi plasowali się imigranci z byłej Jugosławii (wskaźniki przestępczości pomiędzy 210-300% wartości średniej).

### Szwecja
Osoby ze środowisk imigranckich są nadreprezentowane w szwedzkich statystykach kryminalnych. Badania pokazują, że mają na to wpływ czynniki socjoekonomiczne, np.: bezrobocie, bieda czy język wykluczenia.

### Włochy
Badanie dot. imigracji do Włoch w latach 1990-2003 wykazało, że „imigracja zwiększa jedynie częstość występowania rabunków, ale nie wpływa na inne rodzaje przestępstw. Jako że rabunki reprezentują bardzo niewielki odsetek przestępstw, ich efekt na ogólny wskaźnik przestępczości nie jest istotnie różny od zera”. Badanie dot. Włoch przed oraz po przyjęciu nowych krajów członkowskich do Unii Europejskiej w 2007 roku wykazało, że nadanie legalnego statusu uprzednio nielegalnym imigrantom z krajów będących nowymi członkami UE, doprowadziło do „50-cio procentowej redukcji recydywy”. Autorzy zauważyli, że „status prawny... tłumaczy jedną drugą z dwóch trzecich obserwowanych różnic we wskaźnikach przestępczości pomiędzy legalnymi i nielegalnymi imigrantami”. Oszacowali oni, że „dziesięcioprocentowy wzrost udziału zalegalizowanych imigrantów w regionie powodował 0,3-procentową redukcję oskarżeń karnych w następnym roku w danym regionie”. Jednakże badanie wskazuje również, że bardziej surowe egzekwowanie polityki migracyjnej prowadzi do redukcji wskaźnika przestępczości wśród nielegalnych imigrantów.
W 2015 roku liczba imigrantów osadzonych we włoskich więzieniach wynosiła 32,6% ogólnej liczby osadzonych (4% mniej niż 5 w roku 2010), podczas gdy ogólna liczba imigrantów wynosiła 8,2% populacji Włoch. Dane te ze względu na odmienne decyzje sądów w stosunku do imigrantów, mogą nie stanowić rzetelnego źródła danych na temat zaangażowania imigrantów w działalność przestępczą. Na przykład w więzieniach istnieje znaczna nadreprezentacja obcokrajowców w porównaniu do społeczeństw w krajach ich pochodzenia. Większość z nich jest osadzana w więzieniach w związku z przestępstwami narkotykowymi. Jedno na dziewięć przestępstw przypisywanych więźniom pochodzącym z obcych krajów jest wynikiem naruszenia prawa regulującego prawa i obowiązki obcokrajowców. Odnotowano także praktyki dyskryminacyjne stosowane przez włoskie organy ścigania, sądownictwa i systemu karnego przeciwko obcokrajowcom.
Według raportu z 2013 roku „nielegalni imigranci są odpowiedzialni za znaczną większość przestępstw popełnionych we Włoszech przez imigrantów... udział nielegalnych imigrantów waha się pomiędzy 60 a 70% liczby brutalnych przestępstw i wzrasta do 70-85% dla przestępstw dotyczących mienia. W roku 2009 największy udział miał miejsce w przypadku włamań (85%), kradzieży samochodów (78%), kradzieży (76%), rozbojów (75%), napaści na funkcjonariusza publicznego / oporu podczas zatrzymania (75%), paserstwa (73%)”. Raport zaznacza, że „imigranci odpowiadali za prawie 23% oskarżeń karnych, pomimo że reprezentowali tylko 6-7% zamieszkałej ludności” w 2010 roku. Według danych z roku 2007 współczynnik przestępczości legalnych imigrantów wynosił 1,23-1,4% oraz 0,75% u rodowitych Włochów. Ta nadreprezentacja była wywołana głównie dużą liczbą młodych imigrantów, których współczynnik przestępczości był wyższy niż ich włoskich rówieśników. Zależność ta była odwrotna w przypadku osób powyżej 45 roku życia.

## Ameryka

### Kanada
Badanie z 2014 roku wykazało, że imigracja zmniejsza wskaźniki przestępczości w Kanadzie: „nowi imigranci nie mają istotnego wpływu na wskaźniki przestępstw przeciwko mieniu, jednak wraz z dłuższym pobytem, większa liczba permanentnych imigrantów zmniejsza istotnie wskaźniki przestępczości przeciwko mieniu”.

### Stany Zjednoczone
Nie istnieją empiryczne dowody na wzrost przestępczości powodowany imigracją na terenie USA. Większość przeprowadzonych badań wykazało, że wskaźniki przestępczości pośród imigrantów w USA są niższe niż wśród Amerykanów, a także że większe zagęszczenie imigrantów na danym terenie jest związane z występowaniem niższych wskaźników przestępczości. Badanie kryminologiczne obejmujące dane z lat 1970–2010 w 200 losowo wybranych obszarach miejskich w Stanach Zjednoczonych stwierdziło, że większy napływ imigrantów jest związany ze spadkiem lokalnej przestępczości, zarówno dotyczącej mienia, jak i przemocy. Wynik ten potwierdzają inne analizy i przeglądy. Jednym z proponowanych wyjaśnień jest to, że imigranci zarobkowi częściej pochodzą z lepiej wykształconych i/lub zdeterminowanych do pracy grup, a w przypadku imigrantów nielegalnych dodatkowym czynnikiem jest ich ryzykowny status prawny. Niska przestępczość wśród imigrantów w USA, pomimo współwystępowania takich czynników ryzyka jak niższy poziom wykształcenia, niskie przychody oraz zamieszkanie na terenach miejskich, może być spowodowana niższym poziomem zachowań antyspołecznych wśród imigrantów. Badanie z 2015 roku wykazało, że imigracja Meksykanów do USA była związana ze zwiększoną liczbą napaści kwalifikowanych oraz spadkiem liczby przestępstw przeciwko mieniu. Kolejne badanie z 2006 roku wskazuje na istnienie niewielkiego, ale istotnego statystycznie związku pomiędzy nielegalną imigracją, a przestępstwami narkotykowymi oraz brak związku pomiędzy imigracją a brutalnymi przestępstwami.
Amerykański program Secure Communities (pol. Bezpieczne Społeczności) mający na celu zwalczanie terroryzmu, w ramach którego przeprowadzono 250 tys. zatrzymań (dane z listopada 2004, kiedy opublikowano analizę badawczą) nie wywołał dającego się zaobserwować wpływu na wskaźniki przestępczości. Inne badanie wskazało, że reforma imigracyjna 1986 Immigration Reform and Control Act, która zalegalizowała status niemal 3 milionów imigrantów doprowadziła do „spadku przestępczości o 3–5%, przede wszystkim ze względu na spadek przestępczości przeciwko mieniu, odpowiadającemu 120000-180000 mniej brutalnych przestępstw oraz przestępstw przeciwko mieniu każdego roku”. Istniejące min. w USA miasta sanctuary cities, które przyjmują nielegalnych imigrantów nie wykazują istotnych statystycznie zmian w poziomie przestępczości.